# ジェフ・ハースト
サー・ジェフリー・チャールズ・"ジェフ"・ハースト（Sir Geoffrey Charles "Geoff" Hurst MBE, 1941年12月8日 - ）は、イングランド・アシュトン＝アンダー＝ライン出身の元同国代表サッカー選手、サッカー指導者。1966年FIFAワールドカップ決勝戦の西ドイツ戦にて決勝ゴールを含むハットトリックを挙げ、母国の同大会初優勝に貢献した。しかしその決勝ゴールが実際にゴールラインを割っていたか否かについては、現在も論争の的となっている。

## クラブ歴
1959年にウェストハム・ユナイテッドFCに入団し、ここでキャリアの多くを過ごすことになる。当初のポジションはミッドフィールダーだったが、ロン・グリーンウッド監督によってフォワードにコンバートされた。ウェストハムでは1964年にFAカップ、1965年にUEFAカップウィナーズカップ 1964-65で優勝した。
ウェストハムを離れた後はストーク・シティFC、ウェスト・ブロムウィッチ・アルビオンFC、NASLのシアトル・サウンダーズなどでプレーした。
引退後は指導者として、ウェストハムとチェルシーFCでアシスタントコーチを務め、チェルシーでは監督のダニー・ブランチフラワーが解任された後は監督に昇格した。
1975年に大英帝国勲章を授与され、1998年にはナイトに叙勲された。2004年にイングランドサッカー殿堂入り。

## 代表歴
1966年2月に西ドイツ戦でイングランド代表デビューを果たす。数ヶ月後に開かれた1966年FIFAワールドカップ・イングランド大会のメンバーにも選出されたが、大会当初は控え選手とみなされていた。だが大会途中にエースFWのジミー・グリーヴスが怪我をしたため、準々決勝のアルゼンチン戦から出番が回ってきた。
自身のゴールによってアルゼンチンに1-0で勝ったイングランドは、準決勝のポルトガル戦にも勝ち、西ドイツとの決勝戦に駒を進めた。西ドイツ戦では前半18分に同点弾となる1点目、延長前半11分に3点目、更に延長後半5分にも4点目を挙げて、ワールドカップの決勝戦でハットトリックを達成した最初の選手となった。イングランドは結局4-2で西ドイツを降し、ワールドカップ初優勝を遂げた。
論争の焦点は決勝ゴールとなった延長前半11分の3点目である。自身の右足から放たれたシュートはクロスバーを強く叩き、真下に落下してゴールライン上に落下した。スイス人主審のゴットフリート・ディーンストは線審の判断を仰いだが、ロシア人線審（実際にはアゼルバイジャン人だが、一般的にこう呼ばれている）のトフィク・バフラモフはこれをゴールと認めた。
1970年メキシコ大会でも3試合に出場して1ゴールを挙げた。代表での最後の試合は1972年4月のEURO1972予選・西ドイツ戦だった。

## 人物
2013年8月12日、ゴールライン・テクノロジーがプレミアリーグで採用されることを機にコメントし、同技術の運用に賛成すると表明した。

## タイトル・受章
ウェストハム
- インターナショナル・サッカーリーグ（英語版） : 1966
- FAカップ : 1963-64
- FAチャリティ・シールド : 1964
- UEFAカップウィナーズカップ : 1964-65

イングランド代表
- FIFAワールドカップ : 1966

個人
- ウェストハム年間最優秀選手 : 1965-66, 1966-67, 1968-69
- ワールドサッカー誌選出ベストイレブン : 1967, 1968, 1969
- UEFA欧州選手権決勝トーナメント・ベストチーム : 1968
- 大英帝国勲章 (MBE) : 1979
- フットボールリーグ100レジェンズ（英語版）: 1998
- FWAトリビュート・アウォード（英語版）: 1998
- ナイト (Knight Bachelor) : 1998
- イングランドサッカー殿堂 : 2004